# Batacomito
Batacomito är en ort i Mexiko.   Den ligger i kommunen Badiraguato och delstaten Sinaloa, i den västra delen av landet, 1 100 km nordväst om huvudstaden Mexico City. Batacomito ligger 477 meter över havet och antalet invånare är 146.
Terrängen runt Batacomito är kuperad åt sydväst, men åt nordost är den bergig. Batacomito ligger nere i en dal. Runt Batacomito är det mycket glesbefolkat, med 6 invånare per kvadratkilometer. Närmaste större samhälle är Sitio de Abajo, 19,6 km sydväst om Batacomito. I omgivningarna runt Batacomito växer i huvudsak blandskog.